# Monsunbröllop
Monsunbröllop (engelska: Monsoon Wedding) är en indisk-amerikansk film från 2001, regisserad av Mira Nair.

## Handling
Det rustas till ett stort indiskt bröllop. Hela den omfattande och brokiga familjen samlas till den flera dagar långa festen. Brudens far som har ett betungande ansvar för planeringen av festen diskuterar nervöst detaljer med den gåpåiga bröllopsarrangören. Brudgummen är en indier bosatt i USA, och äktenskapet är arrangerat. Vad ingen vet är att den blivande bruden, Aditi, har en affär med en gift TV-producent, Vikram. 
Under bröllopsförberedelserna upptäcker bröllopsarrangören och familjens hushållerska varandra. 
Brudens föräldralösa och ogifta kusin som bor med brudens fars familj och betraktas som en dotter i familjen känner sig tvingad att avslöja att brudens fars svåger har utnyttjat henne sexuellt när hon var liten. Detta avslöjande leder till att brudens far måste fatta ett obehagligt beslut precis innan bröllopet.
Ett genomgående tema är konflikten mellan traditionellt och modernt.

## Tagline
The Rain is coming... and so is the Family

## Rollista
| Naseeruddin Shah     | – Lalit Verma, brudens far                                |
| Lillete Dubey        | – Pimmi Verma, brudens mor                                |
| Vasundhara Das       | – Aditi Verma, den blivande bruden                        |
| Shefali Shetty       | – Ria Verma, brudens kusin                                |
| Vijay Raaz           | – Parabatlal Kanhaiyalal 'P.K.' Dubey, bröllopsarrangören |
| Tillotama Shome      | – Alice, tjänsteflicka                                    |
| Parvin Dabas         | – Hemant Rai                                              |
| Kulbhushan Kharbanda | – C.L. Chadha                                             |
| Kamini Khanna        | – Shashi Chadha                                           |
| Rajat Kapoor         | – Tej Puri                                                |
| Neha Dubey           | – Ayesha Verma                                            |
| Kemaya Kidwai        | – Aliya Verma                                             |
| Ishaan Nair          | – Varun Verma                                             |
| Randeep Hooda        | – Rahul Chadha                                            |
| Roshan Seth          | – Mohan Rai                                               |

## Priser
- Filmfestivalen i Venedig - Guldlejonet och Laterna Magica-priset